# مرفع

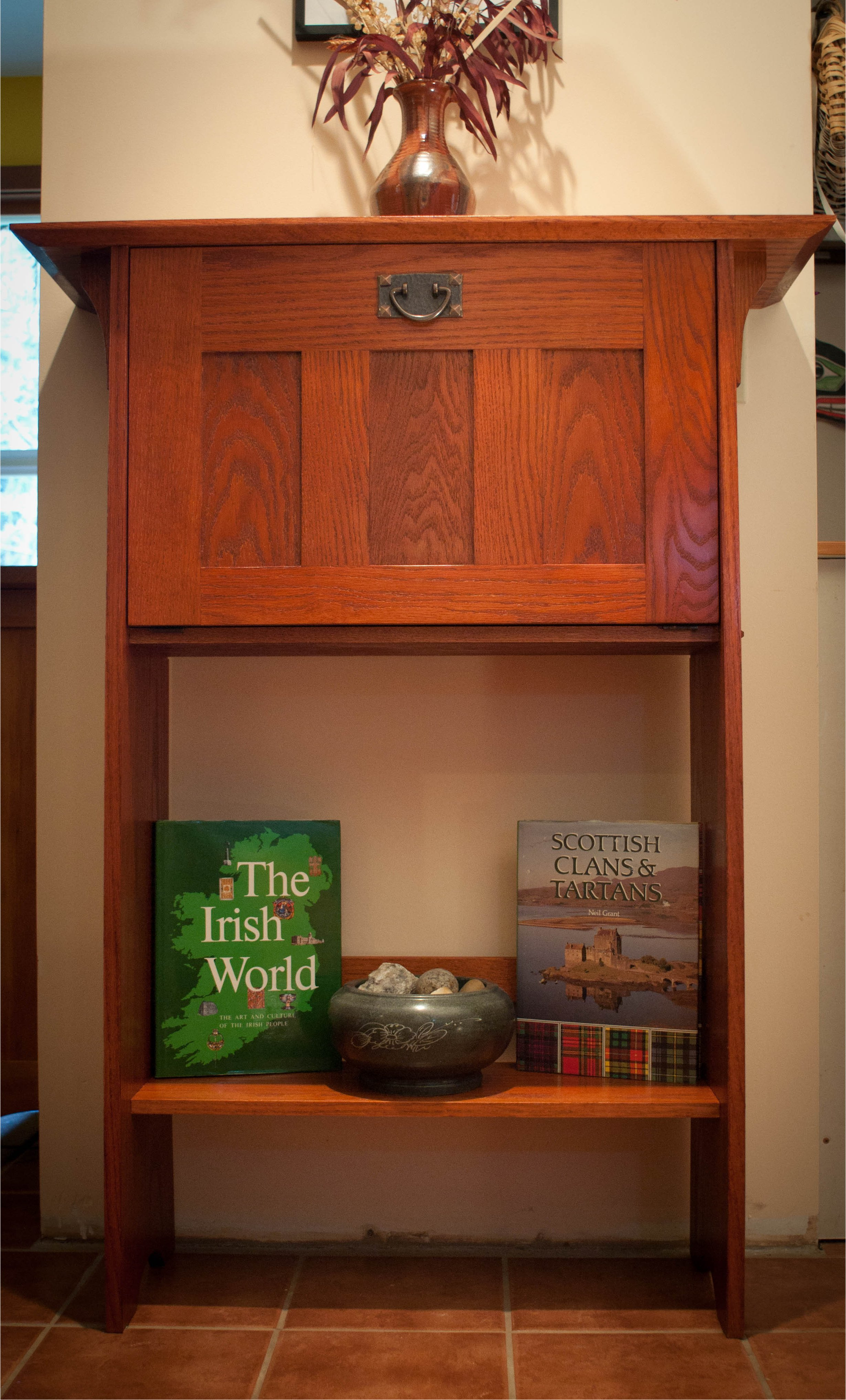
مرفع معاصر، صنع في 2009.

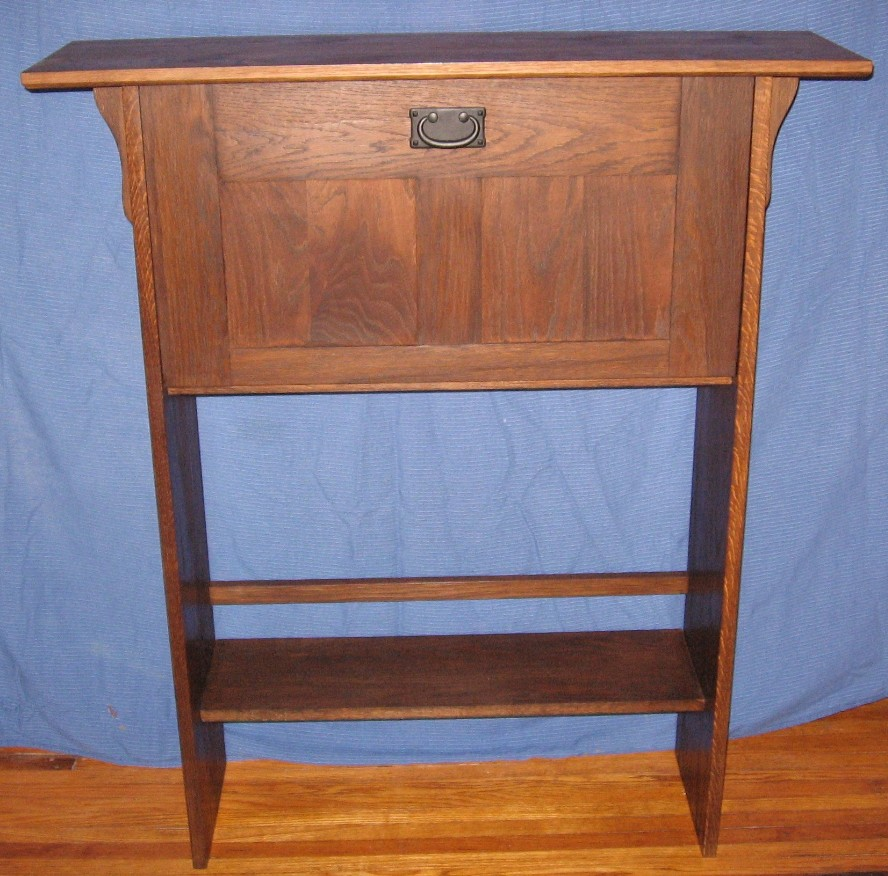
مرفع على غرار الخلية، بنيت في عام 2007.

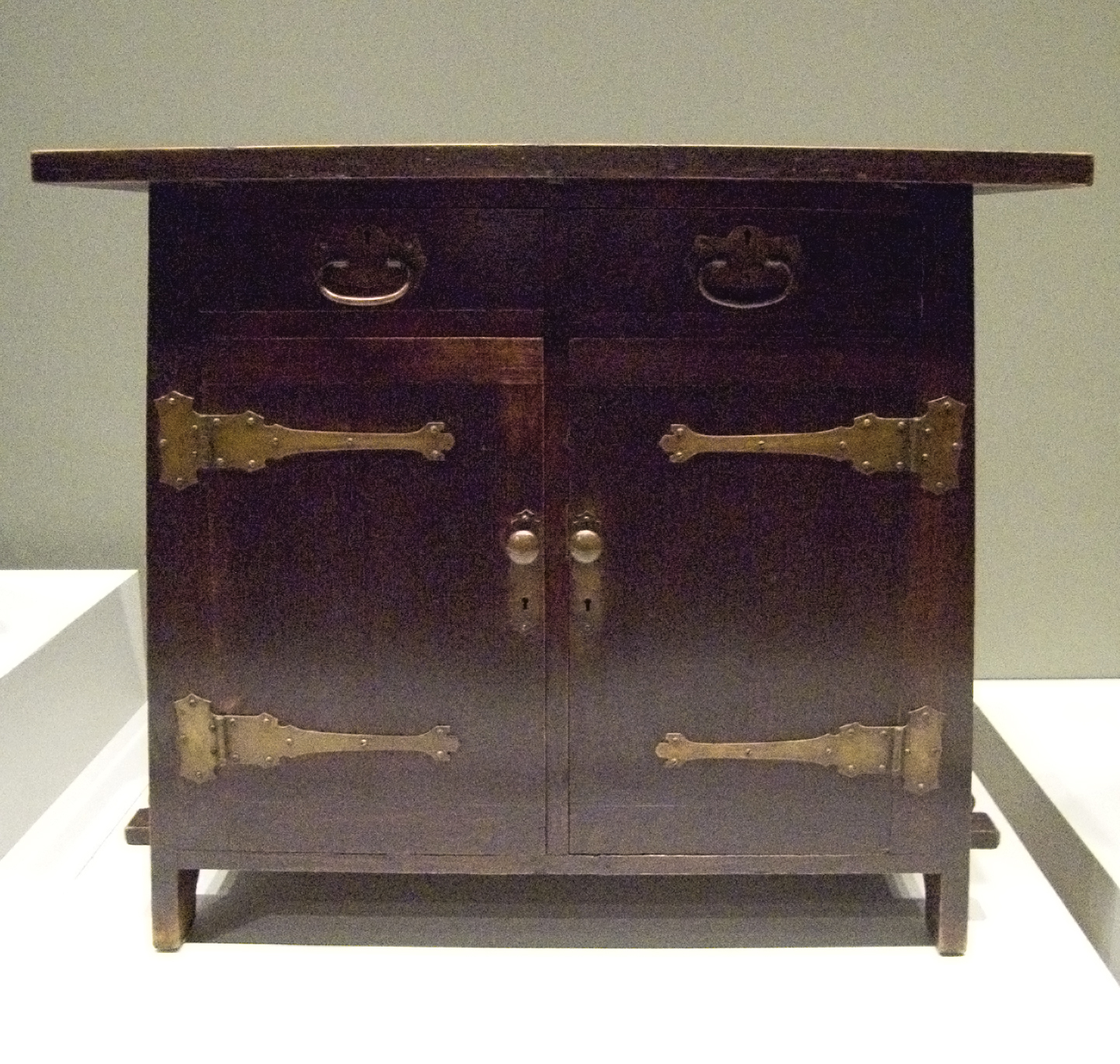
مرفع في معرض دي يونغ الدولي للفنون والحرف.

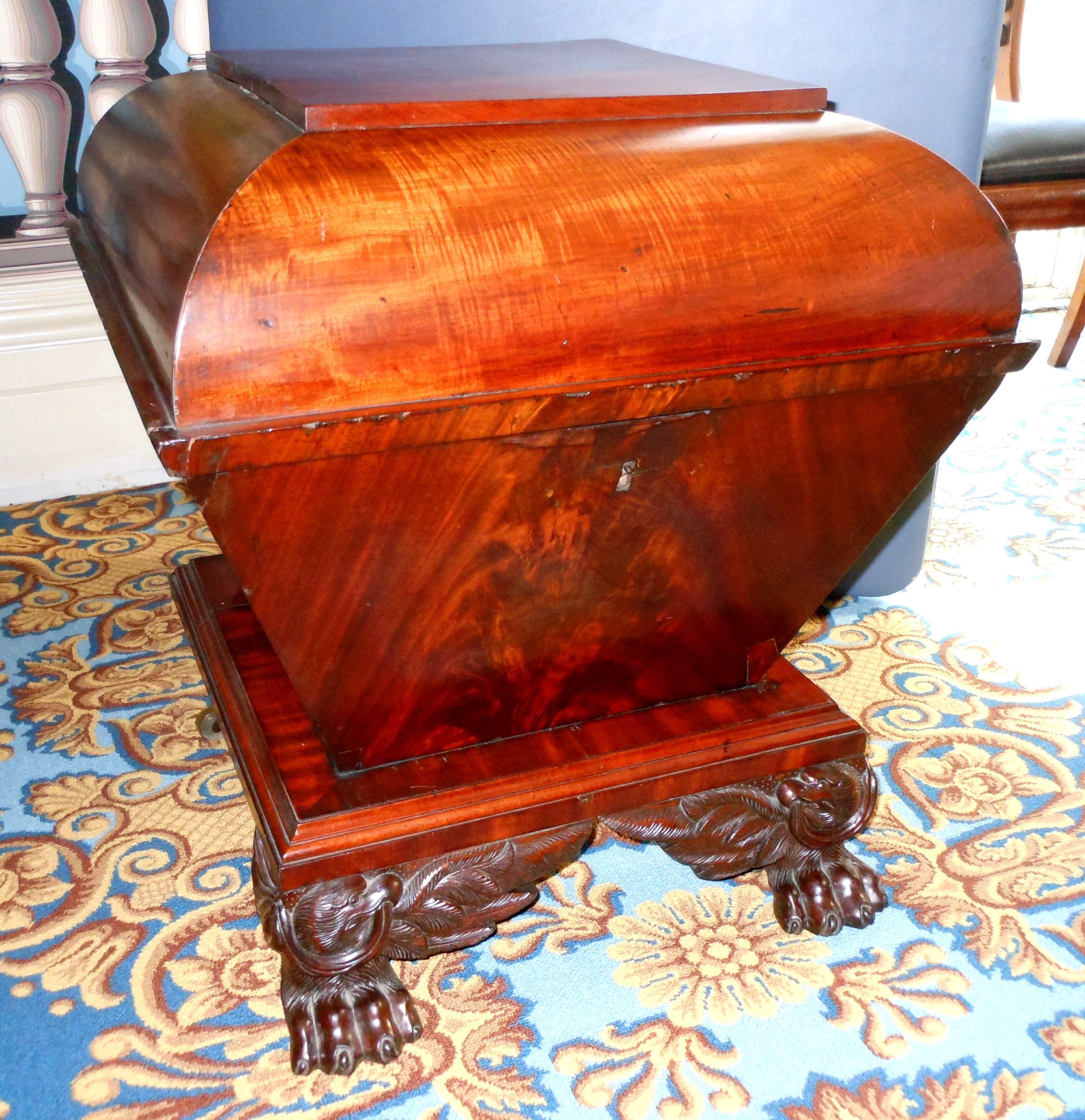
مرفع العتيقة - "التابوت" النمط الذي يقع في قصر لانير في ماديسون

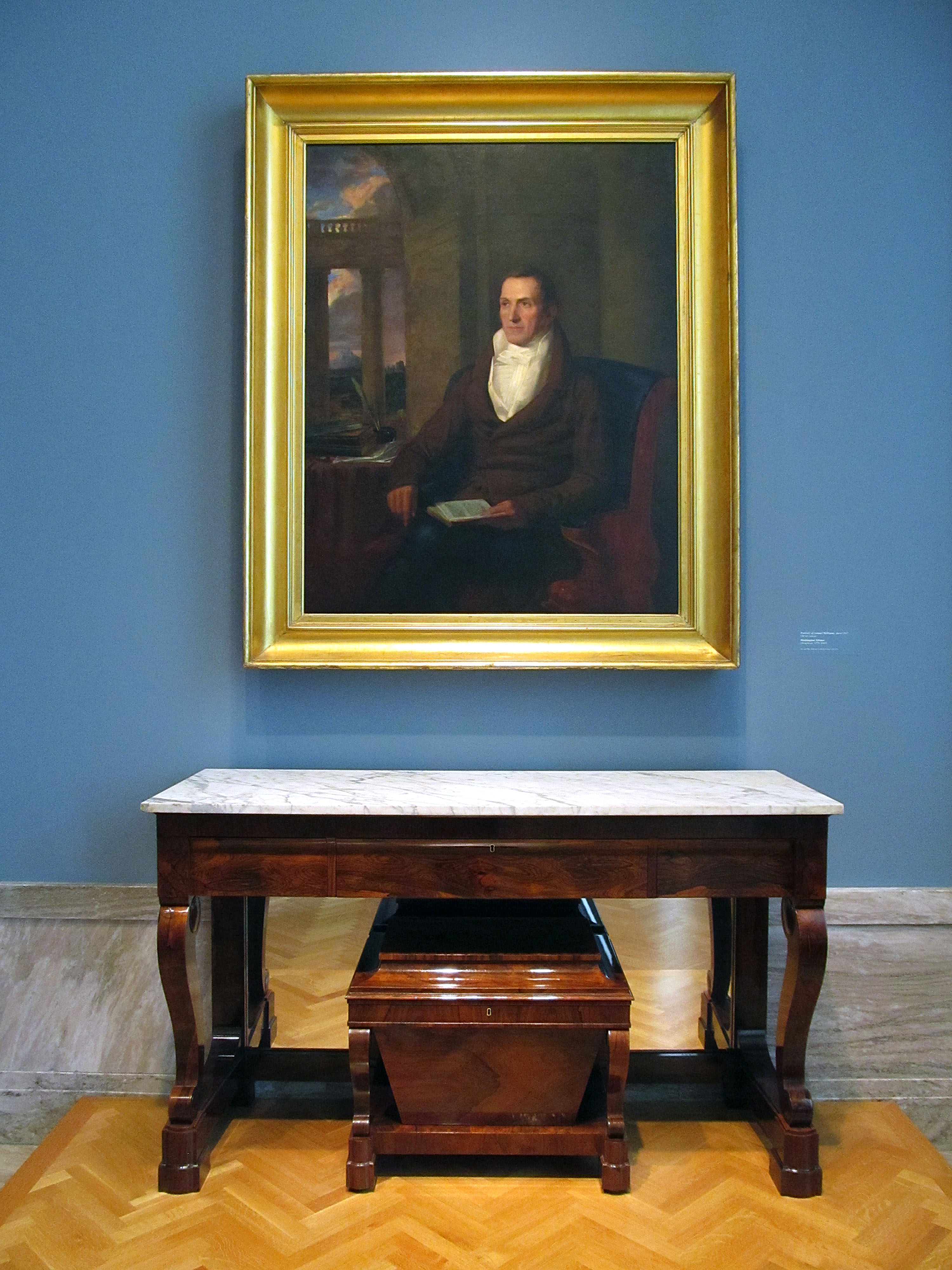
مرفع، سايدبورد، و الرسم في متحف كليفلاند للفنون- معرض 205.

المَرْفَع (الجمع: مَرَافِع) هي طاولة أثاث صَغيرة، مُتوفرة بأحجامٍ وأشكالٍ وتصميماتٍ مُختلفة تُستخدم لوضع الأغراض عليها، وغالبًا ماتحوي المرافع على أدراج وجوارير، وتكون شبيهة بالخزائن.

## التاريخ
ظَهرت صَناديق الحَاويات الخَشبية كخزائن المَشروبات الكُحولية القائمة بذاتها لأول مَرةٍ في أوروبا في القرنِ الخامس عشر لحملِ المشروبات الكحولية في المنازل العامة وتأمينها. ظهرت مرفع لأول مرة في أمريكا الاستعمارية في القرن الثامن عشر كشكلٍ مِن أشكالِ الاتحاد الأوروبي للخمور. وكان الغرضُ الرئيسي مِن خِزانة الخمور أو مرفع هو تأمين النبيذ والويسكي مِن السَرقة حيث تَكون الزُجاجات مخبأة ويمكن أن يكون له قفل.
خلال الحرب الثورية الأمريكية، كانت الخِزانات الخاصة بضباطِ جيش الحرب الأهلية في كثيرٍ مِن الأحيان تَكون مَصحوبة بأدوات تشذيب الكريستال، وأكوام الرصاص، وأباريق القمع، ومدافئ المياه، وكؤوس الشرب. استخدمت تصميمات المرفع في القرن الثامن عشر في القرن العشرين. تم العُثور علي مرفع مِن القرون الثامن عشر والتاسع عشر والعشرين في الحانات، وفي بعض الحالات، في المنازل الخاصة للنُخبة. 
أدى الحظر في الولايات المتحدة إلى اختِلافات في مرفع ترومبي لوريل المُصممة لإخفاءِ المَشروبات الكُحولية غير المشروعة. بالنسبةِ للمُراقب العادي، فإن العمل الفني الثلاثي الأبعاد في هذه المرفع جعلها تبدو كطاولة عادية، خزانة كتب، أو قطعة أثاث أخرى. 

## وصف
وكانت الخزانات في إنجلترا وأمريكا عُبارة عَن صَناديق خَشبية مصممة خصيصًا لنقلِ وتخزينِ أعداد صَغيرة مِن المشروبات الكحولية المعبأة في زجاجات. غالبًا ما تكون مَصنوعة مِن خشبٍ زخرفي جَميل مثل الماهوجني أو خشب الورد أو الجوز ويمكن أن تكون بأشكال وأحجام مختلفة. ترتبط مرفع عادة مع أثاث غرفة الطعام. في بعض الأحيان كانت المرفع الصغيرة عبارة عن قطع صغيرة مَحمولة مِن الأثاث مُزودة بمقابض يُمكن نقلها مِن غرفةٍ إلى أخرى في المنزل. نوع آخر هو قطعة أثاث دائمة بنيت على حامل مع رف انزلاقي لحملِ النظارات ودرج لخدمة الأشياء.
يمكن أن يكونوا مُستقلين أو مُدمجين في بوفيه غرفة طعام «قاع نهاية» يُقدم بوفيه. عادة ما يكون هناك مرفع ذو باب مفصلي أو غطاء علوي معلق. في كثيرٍ مِن الأحيان يتم توفير قفل، لتأمينِ مُحتوياته مِن اللصوص. تم اصطفاف بعض الكبائن الصغيرة داخليًا بالمعدنِ. سَمح هذا لنبيذ أو طعام أن يكون مُثلج مما يجعله يبقي كذلك أطول مما لو كانت في درجة حرارة الغرفة. ما مَنع المعدن ماء الجليد المُذاب مِن النقع في الخشب. رجال الثراء لديهم ما يصل إلى ثلاثة مرفع في وقتٍ واحدٍ كرمزٍ للمكانة، وليس بالضرورة أن يشير إلى أن صاحبه كان شارب ثقيل.
في أواخر القرن الثامن عشر وأوائل القرن التاسع عشر، كانت المرفع بسيطة في التصميم، بعد الجمالية النيوكلاسيكية. في نهايةِ المَطاف، عندما أفسحت النيوكلاسيكية الطريق أمام نمط الإمبراطورية الأكثر تفاوتًا، أصبحت الكبائن أكثرُ ثُقلَا وأكثر زخرفة، مع التركيز على الزخارفِ الرومانية والغربية. تم عمل بعض الأمثلة على شكل توابيت معلقة مع رؤوس الأسود والقدمين المخلبيين. 